# Taysan
Taysan ist eine philippinische Stadtgemeinde in der Provinz Batangas. Sie hat 38.007 Einwohner (Zensus 1. August 2015).

## Baranggays
Taysan ist politisch unterteilt in 20 Baranggays.
| - Bacao - Bilogo - Bukal - Dagatan - Guinhawa - Laurel - Mabayabas - Mahanadiong - Mapulo - Mataas Na Lupa | - Pag-Asa - Panghayaan - Piña - Pinagbayanan - Poblacion East - Poblacion West - San Isidro - San Marcelino - Santo Niño - Tilambo |